# Discoclaoxylon
Discoclaoxylon es un género de plantas con flores perteneciente a la familia Euphorbiaceae. Es originario del oeste y centro de África tropical.

## Taxonomía
El género fue descrito por (Müll.Arg.) Pax & K.Hoffm. y publicado en Das Pflanzenreich IV. 147. VII (Heft 63): 137. 1914. La especie tipo no ha sido designada.	

## Especies aceptadas
A continuación se brinda un listado de las especies del género Discoclaoxylon aceptadas hasta octubre de 2012, ordenadas alfabéticamente. Para cada una se indica el nombre binomial seguido del autor, abreviado según las convenciones y usos.
- Discoclaoxylon hexandrum (Müll.Arg.) Pax & K.Hoffm.
- Discoclaoxylon occidentale(Müll.Arg.) Pax & K.Hoffm.
- Discoclaoxylon pedicellare (Müll.Arg.) Pax & K.Hoffm.
- Discoclaoxylon pubescens (Pax & K.Hoffm.) Exell